# Michael Hicks (baloncestista de 1983)
Michael Hicks (Smyrna, Tennessee, 17 de junio de 1983) es un baloncestista estadounidense nacionalizado polaco que juega en las posiciones de escolta y alero. Ha representado a Polonia a nivel internacional.

## Trayectoria
Hicks jugó en los Columbia State Chargers de la NJCAA desde 2002 hasta 2004, transfiriéndose luego a los Central Missouri Mules de la División II de la NCAA, donde actuó desde 2004 hasta 2006.
Comenzó a jugar profesionalmente en la segunda división francesa, cuando vistió los colores del ALM Évreux Basket. Concluida la temporada pasó por Puerto Rico y Turquía, antes de desembarcar por primera vez en la Polska Liga Koszykówki, contratado por el Basket Kwidzyn.
En 2008 se incorporó al Starogard Gdański, club con el que establecería una duradera relación que lo terminó por convertir en un jugador emblemático para los aficionados. Con ese equipo se consagraría campeón de la Copa de Polonia en 2011 y 2017.
En sus últimos años, Hicks jugó para clubes del ascenso polaco como el AZS Kraków, el Decka Pelplin, el Wisła Cracovia y el Pleszew. Al mismo tiempo se convirtió en un competidor regular del circuito de baloncesto 3x3, llegando a participar de distintos eventos del Tour Mundial de Baloncesto 3x3 con los equipos Gdansk, Cracovia, Varsovia y Ostrów.

## Selección nacional
Hicks recibió la nacionalidad polaca en enero de 2016. Gracias a ello fue habilitado para representar a Polonia a nivel internacional.
Fue convocado para integrar la selección de baloncesto 3x3 de Polonia, ya que contaba con amplia experiencia en la modalidad. De esa forma actuó en la Copa Mundial de Baloncesto 3x3 de 2018 y 2019, en la Copa de Europa 3x3 de Baloncesto Masculino de 2018 y 2019, y en el torneo masculino de baloncesto 3×3 en los Juegos Olímpicos de Tokio 2020.